# 이상면
이상면(李相冕, 1919년 5월 3일~2002년 1월 10일)은 대한민국의 정치인이다. 제5대 국회의원을 지냈다.

## 생애
1919년 경상북도 영일군에서 태어났다.
일본의 릿쿄대학 문학부 2년 코스를 수료했다.
1960년 제5대 국회의원 선거에서 민주당 후보로 경상북도 포항시 선거구에 출마해 당선했다.

## 역대 선거 결과
|  | 19.69% |

|  | 51.95% |

|  | 2.53% |

|  | 1.24% |